# Liza Ferschtman
Liza Ferschtman (Russisch: Лиза Ферштман) (Hilversum, 1979) is een Nederlands violiste.

## Opleiding
Liza Ferschtman is de dochter van bekende Russische musici: haar vader is de cellist Dmitri Ferschtman en haar moeder de pianiste Mila Baslawskaja. Toen ze vijf jaar oud was, kreeg ze haar eerste vioollessen van Philip Hirschhorn. Ze volgde masterclasses bij Ivry Gitlis, Igor Oistrach en Aaron Rosand. Tijdens haar middelbareschoolperiode studeerde Ferschtman aan het Koninklijk Conservatorium in Den Haag bij Qui van Woerdekom. Daarna studeerde ze in Amsterdam bij Herman Krebbers. Ze sloot haar studie af bij Ida Kavafian aan het Curtis Institute of Music in Philadelphia en bij David Takeno aan de Guildhall School of Music and Drama in Londen.

## Activiteiten
Ferschtman treedt op in vele landen in Europa en in de Verenigde Staten. Concerten in de Grote zaal van het Amsterdamse Koninklijk Concertgebouw ter gelegenheid van het tienjarig bestaan van de Zondagochtendconcerten en een solo-optreden tijdens een openluchtconcert voor 20.000 toehoorders werden uitgezonden op televisie.

### Soloconcerten met orkest
Ferschtman treedt als soliste op met een groot aantal orkesten, zoals het Koninklijk Concertgebouworkest, Rotterdams Philharmonisch Orkest, Radio Filharmonisch Orkest, Prague Philharmonia, Liszt Kamerorkest, Chamber Orchestra of South Africa, Sloveens Radio Symfonie Orkest, Schleswig Holstein Festival Orchester, het Israëlisch Symfonie Orkest, het Nederlands Studenten Orkest (in 2007) en het UvA-Orkest J. Pzn Sweelinck. Ze heeft gewerkt met onder anderen de dirigenten Leonard Slatkin, Lev Markiz, Jaap van Zweden, Christoph von Dohnányi, Thierry Fischer, Frans Brüggen, Mendi Rodan en Shlomo Mintz.

### Kamermuziek
Op het gebied van kamermuziek vormde Ferschtman een duo met pianist Inon Barnatan. Met hem voerde ze in 2005-2006 alle vioolsonates van Beethoven uit in het Amsterdamse Concertgebouw. In 2006 maakte ze met Barnatan haar recitaldebuut in New York. Een latere vaste duopartner van Ferschtman is de pianist Enrico Pace. 
Ferschtman was van 2007 tot 2021 artistiek directeur van het Delft Chamber Music Festival in Museum Het Prinsenhof in Delft.
Tijdens de coronacrisis in Nederland bracht zij vanaf augustus 2020 een serie solosonates en -partita's van Bach in 
kerkgebouwen, te beginnen in de Oude Kerk van Soest.

### Cd-opnames
Ferschtmans eerste dubbel-cd met de pianist Bas Verheijden van 2004 werd door muziektijdschrift Luister met een 10 beoordeeld. Begin 2007 verscheen van haar een cd met pianist Inon Barnatan met daarop kamermuziekwerken van Beethoven en Schubert. In 2009 nam ze samen met de Staatsphilharmonie Rheinland-Pfalz en David Porcelijn vioolconcerten van Julius Röntgen op.

## Prijzen en onderscheidingen
- 1994: Eerste prijs bij de Iordens Viooldagen.
- 1997: Winnares Nationaal Vioolconcours Oskar Back.
- 2003: Tweede prijs op het internationale vioolconcours in Sion.
- 2006: Nederlandse Muziekprijs, staatsprijs voor jonge musici.